# Hanan Ashrawi
Hanan Ashrawi (Nablus, 8 de Outubro de 1946) é uma figura pioneira nacional, política e feminista palestina e está entre as mulheres mais destacadas da Palestina e do mundo árabe nos níveis político, diplomático, midiático, acadêmico, social e cultural. Ela contribuiu substancialmente para o desenvolvimento da sociedade civil palestina através da fundação de várias instituições cívicas e transmitindo a voz da Palestina para o mundo. Além disso, ela escreveu obras sobre literatura e crítica literária palestina, bem como vários poemas, contos e artigos sobre cultura e política palestinas.
Hanan Ashrawi é filha do Dr. Dawud Mikha'il e Wadi'a As'ad; ela nasceu em Nablus, onde seu pai trabalhava como médico, mas sua família vem de Ramallah. Ela tem quatro irmãs: Huda, Muna, Abla e Nadia. Ela e seu marido, Emile Ashrawi, têm duas filhas, Zeina e Amal

## Educação

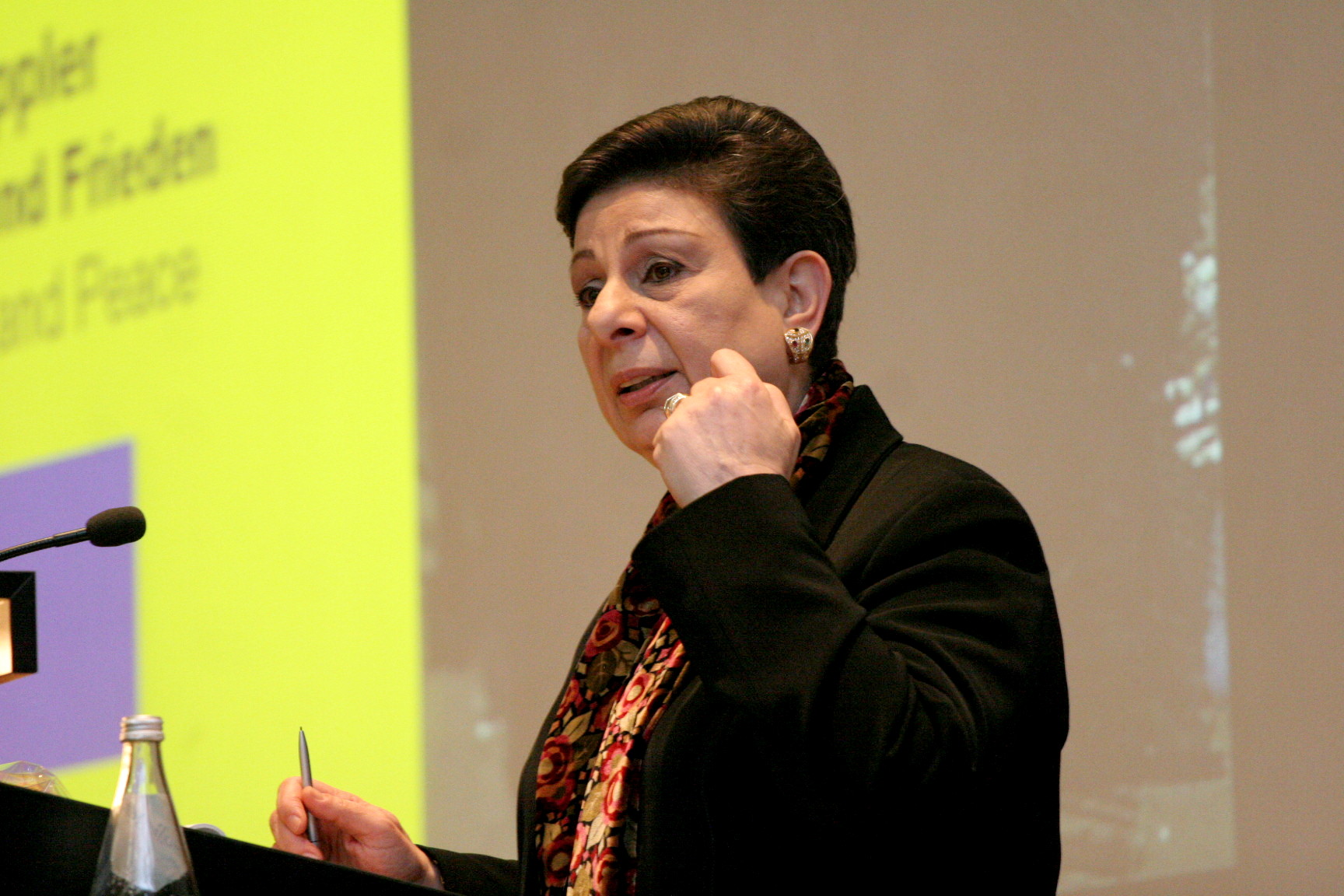
Hanan Ashrawi

Hanan Ashrawi foi educada na Friends Girls School em Ramallah. Em 1964 matriculou-se na Universidade Americana de Beirute (AUB) para estudar Literatura Inglesa; ela se juntou à filial da União Geral de Estudantes Palestinos, tornando-se sua porta-voz, e ela também se juntou à União Geral de Mulheres Palestinas. Participou de atividades de diversas sociedades, como a Sociedade Cinco de Junho, além de atuar nas áreas social e midiática nos campos de refugiados palestinos em Beirute.
Depois de obter seu bacharelado e mestrado em literatura inglesa na AUB, ela viajou para os Estados Unidos em 1969 para continuar seus estudos de pós-graduação na Universidade de Virgínia; no entanto, ela retornou à Palestina em 1973 antes de concluir sua tese em literatura comparada e medieval. Ashrawi fundou o Departamento de Inglês da Universidade de Birzeit e o presidiu até 1978, e depois novamente de 1981 a 1984. No intervalo, ela retornou à Virgínia para concluir e defender sua tese de doutorado durante o ano acadêmico de 1981-82. Em 1986, Ashrawi foi nomeada reitora da Faculdade de Letras da Universidade de Birzeit, e permaneceu nesse cargo até 1995.

## Atuação Política
Ashrawi foi membro fundadora do Comitê de Assistência Jurídica e Direitos Humanos da Universidade de Birzeit (criada em 1974) e permaneceu como membro até 1995. Ela ajudou a estabelecer o Sindicato dos Professores e Empregados da Universidade de Birzeit. Como membro do corpo docente universitário, ela foi frequentemente alvo de assédio por parte das autoridades de ocupação porque se juntou às manifestações e greves organizadas para protestar contra as violentas incursões no campus por soldados israelenses ou o fechamento da universidade. Ela foi detida em muitas ocasiões por um dia e em datas específicas em torno das quais os protestos em massa foram organizados, como 5 de junho, a data em que a Cisjordânia, Jerusalém Oriental e a Faixa de Gaza foram ocupadas em 1967, e 2 de novembro, o dia quando a Declaração Balfour foi emitida em 1917.
Ashrawi foi membro do comitê político da primeira intifada popular, que eclodiu em dezembro de 1987, e depois se tornou membro da delegação palestina que se reuniu com o secretário de Estado norte-americano James Baker, encarregado de fazê-lo pela liderança da OLP. Isso foi antes da abertura da Conferência de Paz de Madri no final de outubro de 1991. Após o término dessa conferência e o início das negociações palestino-israelenses em Washington, Ashrawi atuou como porta-voz oficial da delegação palestina chefiada pelo Dr. Haydar Abd al- Shafi e foi membro de seu comitê de direção.
Em janeiro de 1996, Ashrawi foi eleita membro do Conselho Legislativo Palestino (PLC), representando Jerusalém, e chefiou o Comitê Político do conselho em 1996-97. Ela então chefiou o Comitê de Reforma Legislativa entre 2000 e 2005. Entre 1996 e 1998, ela atuou como Ministra do Ensino Superior e Pesquisa Científica, mas renunciou ao cargo por causa do fracasso da Autoridade Palestina (AP) em implementar planos de reforma governamentais e diferenças com a liderança palestina sobre a condução das negociações de paz. Em 2006 foi novamente eleita para o PLC representando a lista chamada Terceira Via, chefiada por Salam Fayyad. Em 2009 foi eleita membro do Comitê Executivo da OLP, chefiando o Departamento de Cultura e Informação, cargo que manteve até sua renúncia em novembro de 2020.
Ashrawi fundou e liderou várias organizações e instituições e ainda lidera várias delas. A mais significativa é a Comissão Independente para os Direitos dos Cidadãos (renomeada em 2007 como Comissão Independente para os Direitos Humanos), fundada para proteger os direitos do indivíduo na legislação palestina e nas práticas da AP; a Iniciativa Palestina para a Promoção do Diálogo e Democracia Global (MIFTAH), destinada a ativar os princípios de democracia e governança sólida na sociedade palestina e influenciar os tomadores de decisão e a opinião pública mundial sobre a questão da Palestina por meio de um diálogo efetivo e profundo e do livre intercâmbio de informações e ideias; e a Coalizão para Responsabilidade e Integridade (AMAN), um movimento da sociedade civil que busca combater a corrupção e aumentar a integridade, transparência e responsabilidade na sociedade palestina. Ela também é membro do conselho de curadores de várias instituições árabes e internacionais, como a Universidade de Birzeit, o Instituto de Estudos da Palestina, o Fórum Internacional de Direitos Humanos, a Região do Oriente Médio e Norte da África do Banco Mundial, o Instituto de Pesquisa das Nações Unidas para Desenvolvimento Social e o Conselho de Relações Exteriores em Washington, DC.
Hanan Ashrawi recebeu vários doutorados honorários de várias universidades árabes e estrangeiras, como a Saint Mary's University, Halifax, no Canadá em 2000; a Universidade Americana do Cairo em 2003; e da Universidade Americana de Beirute em 2008. Ela também ganhou vários prêmios e medalhas, como o Prêmio Mulher Árabe Excepcional de Ativismo Político do Centro de Estudos da Mulher Árabe em Dubai em 2005, o Prêmio Olof Palme em 2002, o Prêmio da Paz de Sydney em 2003, a Medalha Mahatma Gandhi da UNESCO em 2005 e o francês Commandeur de l'Ordre national du mérite em 2016.